# Atherigona aberrans
Atherigona aberrans este o specie de muște din genul Atherigona, familia Muscidae, descrisă de Malloch în anul 1923. Conform Catalogue of Life specia Atherigona aberrans nu are subspecii cunoscute.